# Гофман, Генрих Карл Иоганн
Генрих Карл Иоганн Гофман (1842—1902) — германский композитор и музыкальный педагог; согласно «Музыкальному словарю Римана» издания 1904 года — «один из выдающихся современных немецких композиторов».

## Биография
Генрих Карл Иоганн Гофман родился 13 января 1842 года в городе Берлине. С 1857 года учился в консерватории Куллака у Эдуарда Грелля, Зигфрида Вильгельма Дена и Рихарда Вюрста. До 1873 года он давал уроки музыки, позднее занимался исключительно композицией. В 1882 году Гофман стал членом Королевской академии искусств, с 1898 года входил в состав её сената.
В 1869 году успешно дебютировал в Берлине одноактной комической оперой «Картуш» (нем. Cartouche, либретто Вильгельма Феллехнера). В области музыкального театра за нею последовали оперетта «Матадор» (нем. Der Matador; 1872), героическая опера на либретто Феликса Дана «Армин» (1877), «Анхен из Тарау» (нем. Ännchen von Tharau; 1878, либретто Р. Фельса на сюжет одноимённого стихотворения Симона Даха), «Вильгельм Оранский» (1881, также либретто Фельса) и комическая опера «Донна Диана» (1886, по мотивам пьесы Агустина Морето «За презрение — презрение»). В области симфонической музыки популярностью пользовались его Венгерская сюита (1873) и симфония «Фритьоф» (нем. Frithjof-Symphonie; 1874) по мотивам одноимённой исландской саги, Гофман написал также концерт для виолончели с оркестром (1880), концертштюк для флейты с оркестром (1888), несколько других оркестровых сюит и серенад. Из камерных и инструментальных сочинений Гофмана наиболее высокую оценку современников получили фортепианные пьесы, особенно в четыре руки, — в частности, цикл «Итальянские любовные новеллы» (нем. Italienische Liebesnovelle; 1880); ему принадлежат также фортепианное трио, фортепианный квартет, струнный секстет, скрипичная соната, октет для струнных и духовых и т. д. Значительно наследие Гофмана как хорового композитора — в том числе кантаты «Сказки прекрасной Мелузины» (нем. Das Märchen von der schönen Melusine; 1876, стихи В. Остервальда) и «Жанна Орлеанская» (нем. Johanna von Orleans; 1891, по пьесе Фридриха Шиллера «Орлеанская дева»); Гофману принадлежит также около ста песен.
Генрих Карл Иоганн Гофман умер 16 июля 1902 года в Табарце.